# Перегорщ
Перегорщ — річка в Україні, у Малинському районі Житомирської області, ліва притока річки Ірша. Довжина 10 кілометрів. 
Бере початок поблизу села Стримівщина, на висоті 184 метри. Тече спершу на південний сіхд. Протікає вздовж південної околиці смт Чоповичі, де у річку впадає ліва притока Чопівка. Після впадіння притоку різки змінює напрямок течії з південно-східного на південний. За 1-1,5 км після прийняття притоки впадає в Іршу. 
У Чоповичах на річці є заболочене озеро (в минулому ставок).